# Cryptisch boswitje
Het cryptisch boswitje (Leptidea juvernica) is een kleine tere dagvlinder met een zeer dun lijfje, uit de familie Pieridae (witjes).

## Boswitjes
Er zijn drie soorten boswitjes die dusdanig op elkaar lijken dat ze in het veld niet tot nauwelijks zijn te onderscheiden. Dat zijn het boswitje (L. sinapis), het cryptisch boswitje (L. juvernica) en het verborgen boswitje (L. reali). Meer informatie hierover staat in het artikel over het "gewone" boswitje.

## Waardplanten
Het cryptisch boswitje maakt gebruik van veldlathyrus (Lathyrus pratensis), gewone rolklaver (Lotus corniculatus, rupsklaver (Medicago) en wikke (Vicia) als waardplant.